# Marcaz
Marcaz (em árabe: مركز; romaniz.: markaz; lit. "centro") é um termo árabe utilizado para designar uma subdivisão de segundo-nível de alguns países do Oriente Médio e equivale a um distrito.